# Ahua insula
Ahua insula là một loài nhện trong họ Agelenidae.
Loài này thuộc chi Ahua. Ahua insula được Raymond Robert Forster & Wilton miêu tả năm 1973.